# Salem (Dakota del Sud)
Salem és una població dels Estats Units a l'estat de Dakota del Sud. Segons el cens del 2000 tenia 1.371 habitants.

## Demografia
Segons el cens del 2000, Salem tenia 1.371 habitants, 588 habitatges, i 372 famílies. La densitat de població era de 519 habitants per km².
Per edats la població es repartia de la següent manera: un 22,5% tenia menys de 18 anys, un 6,6% entre 18 i 24, un 23,6% entre 25 i 44, un 21,6% de 45 a 60 i un 25,7% 65 anys o més.
L'edat mediana era de 43 anys. Per cada 100 dones de 18 o més anys hi havia 88,1 homes.
La renda mediana per habitatge era de 34.500 $ i la renda mediana per família de 44.167 $. Els homes tenien una renda mediana de 29.350 $ mentre que les dones 20.227 $. La renda per capita de la població era de 19.596 $. Entorn de l'1,9% de les famílies i el 3,4% de la població estaven per davall del llindar de pobresa.

## Poblacions més properes
El següent diagrama mostra les poblacions més properes.